# Anopheles sumatrana
Anopheles sumatrana este o specie de țânțari din genul Anopheles, descrisă de Swellengrebel și Rodenwaldt în anul 1932. Conform Catalogue of Life specia Anopheles sumatrana nu are subspecii cunoscute.